# Where Moshers Dwell
Where Moshers Dwell är tredje albumet av svenska Thrash metal-bandet F.K.Ü. Albumet återsläpptes på vinyl 2012 genom TPL Records.

## Låtar
1. "Welcome To Your Nightmare"
2. "Where Moshers Dwell"
3. "Twitch of the Thrash Nerve"
4. "Faster Than the Shark"
5. "The Pit and The Poser"
6. "Dead Coroner"
7. "Almost Metal"
8. "Hate Your Guts (Love Your Brain)"
9. "Bedilia - Back for Cake"
10. "Worms"
11. "Sleepwalker Texas Ranger"
12. "He Knows the Drill"
13. "Six Feet Ünderwear"
14. "Phantom Killer Attack"
15. "Blairsville Blues"
16. "Horror Metal Moshing Machine"
17. "Highway To Horror"